# Władysław Mazurkiewicz (morderca)
Władysław Mazurkiewicz (ur. 31 stycznia 1911 w Krakowie, powieszony 29 stycznia 1957 tamże) – polski wielokrotny morderca, zwany Eleganckim mordercą, Pięknym Władkiem lub Upiorem z Krakowa. Jego zbrodnie były popełniane z pobudek materialnych. Oskarżony o sześć zabójstw, został stracony przez powieszenie.

## Życiorys
Mieszkał w Krakowie przy pl. Biskupim 14, a przez jakiś czas miał też mieszkanie w Warszawie. Przed sądem udowodniono mu sześć zabójstw. Pierwszego morderstwa dokonał najprawdopodobniej w 1940 roku na osobie pochodzenia żydowskiego. Zwłoki dwóch ostatnich ofiar zostały odnalezione pod posadzką wynajętego garażu przy ul. Marchlewskiego 49 w Krakowie (obecnie al. Beliny-Prażmowskiego).

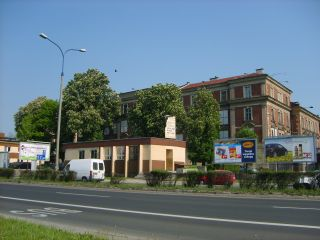
Więzienie Montelupich – miejsce, w którym zakończył się żywot Władysława Mazurkiewicza

Przypuszczano, że Mazurkiewicz był informatorem gestapo, a potem szpiclem i prowokatorem MBP. Jednakże IPN, badając jego sprawę, nie natrafił na żadne dokumenty potwierdzające te przypuszczenia. Bezkarność zapewniała mu przychylność prokuratorów oraz swoista nietykalność, wynikająca ze strachu przed domniemanymi protektorami. Mówiono, że ci, którzy wiedzieli, że jest mordercą, sądzili, że wykonuje wyroki swych mocodawców. Proces uznany został za kompromitację wymiaru sprawiedliwości: świadkowie bali się mówić, prokurator zmieniał temat, a obrońca bronił Mazurkiewicza, posługując się tezą, że jest on urodzonym mordercą, typem o skłonnościach zbrodniczych. Oskarżono go o sześć morderstw (na czterech mężczyznach i dwóch kobietach) oraz o dwa usiłowania morderstw. Zarówno pierwsze usiłowanie, jak i morderstwo popełnił, trując ofiary cyjankiem potasu. Następnych trzech morderstw dokonał przy użyciu pistoletu Walther, kaliber 7,65 mm. Przy ostatnich dwóch i usiłowaniu użył pistoletu Walther model 9. Mazurkiewicz przyznał się do zarzucanych mu czynów.
Został skazany na karę śmierci 30 sierpnia 1956 roku. Wyrok wykonano 29 stycznia 1957 roku o godz. 16:30 w Krakowie, w więzieniu przy ul. Montelupich. Ostatnie słowa Mazurkiewicza miały brzmieć: Do widzenia, panowie, niedługo wszyscy się tam spotkamy.
Obrońcą Mazurkiewicza był adwokat Zygmunt Hofmokl-Ostrowski, który zgodnie z aksjologią tamtego okresu wykazywał, iż zabite zostały osoby niepełnowartościowe w socjalistycznym społeczeństwie, a sprawozdawcą procesu był Lucjan Wolanowski, który opublikował cykle reportaży o procesie Mazurkiewicza w tygodniku „Świat” i „Expressie Wieczornym” w 1956 roku. Sprawozdawcą z procesu był też Marek Hłasko – napisał o nim artykuł Proces przeciwko miastu.

## Ofiary
| L.p. | Nazwisko           | Data zabójstwa       | Metoda zabójstwa |
| ---- | ------------------ | -------------------- | ---------------- |
| 1.   | Wiktor Zarzecki    | 7 grudnia 1943       | otrucie          |
| 2.   | Władysław Brylski  | 17 lipca 1945        | postrzał         |
| 3.   | Józef Tomaszewski  | 25 października 1945 | postrzał         |
| 4.   | Jerzy de Laveaux   | 28 maja 1946         | postrzał         |
| 5.   | Jadwiga de Laveaux | 16 maja 1955         | postrzał         |
| 6.   | Zofia Suchowa      | 16 maja 1955         | postrzał         |

## Odniesienia
Na motywach sprawy Mazurkiewicza Jacek Wołowski osnuł akcję swojej powieści kryminalnej Walther nr 45771, wydanej w 1956, w której przestępca został przemianowany na Żurkiewicza.
W 2015 Cezary Łazarewicz wydał książkę Elegancki morderca, przedstawiającą historię Mazurkiewicza.
Na podstawie historii Mazurkiewicza, w 2017 roku Krzysztof Lang wyreżyserował film Ach śpij kochanie z Andrzejem Chyrą w roli głównej.

## Książka
W 2024 r. Andrzej Gawliński wydał książkę opisującą zbrodnie i modus operandi Władysława Mazurkiewicza: Upiór z Krakowa. Władysław Mazurkiewicz - morderca i oszust.